# A proposito dei Ricardo
A proposito dei Ricardo (Being the Ricardos) è un film del 2021 scritto e diretto da Aaron Sorkin.
Il film è incentrato sulla relazione tra Lucille Ball e Desi Arnaz, i due protagonisti della popolare sitcom statunitense Lucy ed io.

## Trama
Lucille Ball e Desi Arnaz sono una coppia sia nella vita che sul piccolo schermo, dove interpretano Lucy e Ricky Ricardo nell'amata sitcom I Love Lucy. L'equilibrio delicato tra amore e lavoro viene messo in crisi in una settimana del 1952, quando sia la loro carriera che il loro matrimonio rischiano la fine. Mentre i ripetuti tradimenti di Desi Arnaz occupano le prime pagine dei giornali, Lucille Ball viene accusata di avere simpatie comuniste nel pieno della paura rossa.

## Produzione

### Sviluppo
Il progetto fu inizialmente annunciato nel settembre 2015, quando era previsto che il film sarebbe stato scritto da Aaron Sorkin e Cate Blanchett avrebbe interpretato la protagonista Lucille Ball. Due anni più tardi, nell'agosto 2017, gli Amazon Studios acquistarono i diritti del film.
Nel gennaio 2021 la Blanchett si era ritirata dal progetto ed era stata rimpiazzata da Nicole Kidman, mentre il ruolo del co-protagonista fu affidato a Javier Bardem. Forte del successo de Il processo ai Chicago 7, Sorkin aveva deciso di dirigere lui stesso il film.
La scelta della Kidman nel ruolo principale scatenò alcune polemiche su internet, tanto che Lucie Arnaz, la figlia di Arnaz e Ball, intervenne in sua difesa. Nel febbraio del 2021 fu annunciata la presenza del cast di J. K. Simmons nel ruolo di William Frawley e Nina Arianda in quello di Vivian Vance.

### Riprese
Le riprese iniziarono il 29 marzo 2021 a Los Angeles.

## Promozione
Il primo trailer del film è stato distribuito il 10 novembre 2021.

## Distribuzione
A proposito dei Ricardo è stato distribuito a livello globale da Prime Video sulla propria piattaforma streaming a partire dal 21 dicembre 2021, previa distribuzione limitata nelle sale cinematografiche statunitensi dal 10 dicembre.

## Accoglienza
Il film ha ricevuto recensioni miste da parte della critica. L'aggregatore di recensioni Rotten Tomatoes riporta il 67% delle critiche positive, con un punteggio di 6.6 su 10 basato su 279 recensioni. Metacritic invece riporta un punteggio medio di 56 su 100 basato su ventiquattro recensioni.

## Riconoscimenti
- 2022 – Premio Oscar
  - Candidatura per il miglior attore protagonista a Javier Bardem
  - Candidatura per la miglior attrice protagonista a Nicole Kidman
  - Candidatura per il miglior attore non protagonista a J. K. Simmons
- 2022 – Golden Globe
  - Migliore attrice in un film drammatico a Nicole Kidman
  - Candidatura per il miglior attore in un film drammatico a Javier Bardem
  - Candidatura per la migliore sceneggiatura ad Aaron Sorkin
- 2022 - Premio BAFTA
  - Candidatura per la migliore sceneggiatura originale a Aaron Sorkin
  - Candidatura per la migliore colonna sonora a Daniel Pemberton
- 2021 – Washington D.C. Area Film Critics Association Award
  - Candidatura per la migliore attrice a
- 2022 – Satellite Award
  - Candidatura per la migliore attrice a Nicole Kidman
  - Candidatura per il miglior attore non protagonista per J. K. Simmons
- 2022 – Screen Actors Guild Award
  - Candidatura al miglior attore cinematografico a Javier Bardem
  - Candidatura alla migliore attrice cinematografica a Nicole Kidman